# La Chienne de vie de Juanita Narboni

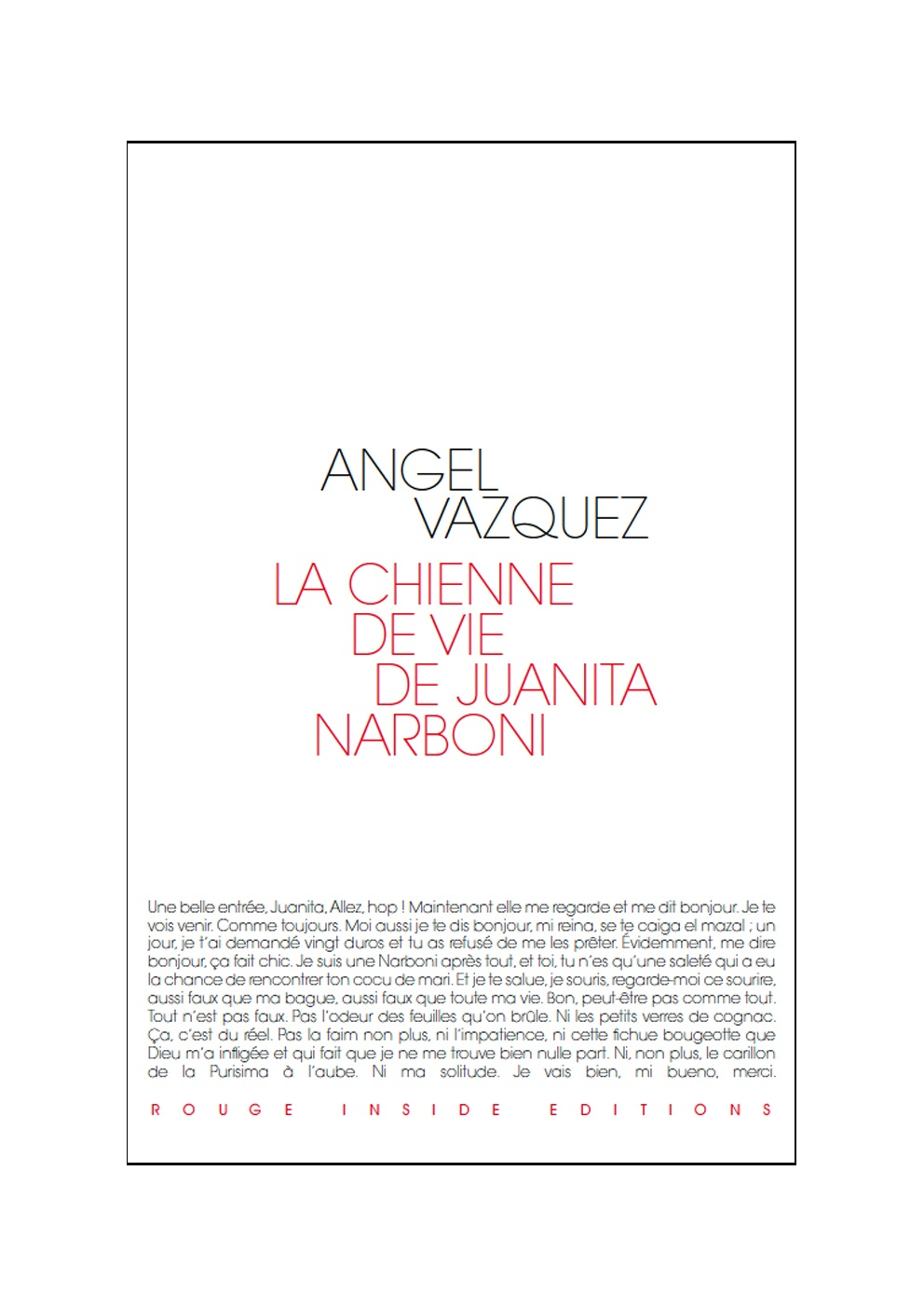

La Chienne de vie de Juanita Narboni est un roman d'Ángel Vázquez publié en 1976 en Espagne, aux éditions Planeta. Traduction française parue en 2009 aux éditions Rouge Inside.

## Un roman hors du commun
Angel Vazquez, qui avait pourtant connu la gloire du prix Planeta dès son premier roman, aura mis des années à écrire son chef d’œuvre, cette Chienne de vie de Juanita Narboni. Ce n’est que lors de son exil espagnol, pays dont il était resté paradoxalement étranger, que ce tangérois de naissance et de cœur trouvera la forme propre à son ambition : recréer le son, l’atmosphère d’un Tanger international encombré par sa mythologie surannée.
Le monologue de Juanita est la voix d’une ville, Tanger. Tout au long du roman, Juanita nous raconte sa vie, avec ses joies, ses peines, ses amours et ses haines ; mais cette vie, de la jeunesse à la décadence, se confond avec le destin de cette ville cosmopolite. Un monde où l’on mélange les traditions, jure dans toutes les langues, prie selon toutes les religions. Juanita est drôle, pleine d’ironie, parfois méchante et toujours un peu nostalgique ; une pauvre fille qui court dans ses mauvaises chaussures après sa vie qui lui échappe. Elle mêle rencontres, événements passés et présents, anecdotes et rêves dans une faconde hallucinante et hallucinée. Ce Tanger qu’elle traverse sans cesse, elle le sait condamné à disparaître, alors elle le pleure et le moque, elle le maudit et le regrette, mais surtout elle en incarne la langue, hybride et bariolée, ahurissante explosion verbale.
Enfin traduit en français, ce texte hors-norme figure au classement des dix romans les plus importants depuis la transition démocratique établi par le quotidien El País.

## Des admirateurs prestigieux
« Au cours des deux derniers siècles, le ‘‘mystère’’ de Tanger a captivé le regard passionné et curieux d’une pléiade de peintres, de romanciers, de cinéastes et de poètes venus d’horizons divers. Les écrivains espagnols de mon âge, ayant grandi à l’époque du statut international de la ville, se sont confrontés à une réalité tout autre. La ville ne leur paraissait ni exotique ni à plus forte raison mystérieuse, ils évoluaient dans un authentique creuset de langues et de cultures dont ils ont voulu enregistrer les voix, je pense plus particulièrement au magnifique roman d’Angel Vazquez, La vida perra de Juanita Narboni. » - Juan Goytisolo
« S’il avait appartenu au boom sud-américain, il serait aujourd’hui connu dans le monde entier. » - Alejo Carpentier